# Colonie d'Aden
Ne doit pas être confondu avec protectorat d'Aden.
1937–1963
Entités précédentes :
- Province d'Aden

Entités suivantes :
- Fédération d'Arabie du Sud

La colonie d'Aden était une colonie britannique de 1937 à 1963, et se composait de la ville portuaire d'Aden et de ses environs immédiats (une superficie de 192 km2). L'arrière-pays de la colonie d'Aden était gouverné séparément du protectorat d'Aden.

## Histoire
La partie méridionale correspond à l'ancien hinterland britannique, et fut formée progressivement à partir de 1839 autour du port d'Aden. La Chief Commissioner's Province of Aden (en) est jusqu'en 1937 sous juridiction du Raj britannique. Après le départ des troupes britanniques, la fédération d'Arabie du Sud et le protectorat d'Arabie du Sud se regroupèrent le 30 novembre 1967 pour former un nouvel État indépendant, la république démocratique populaire du Yémen (communément nommée « Yémen du Sud »).